# Неликвидный товар
Неликвидный товар (Неликвид) в розничной торговле — это товар, который не получается продать в течение длительного периода времени из-за отсутствия спроса у потребителей (нарушается его ликвидность). Срок, по истечении которого товар считается неликвидным, может различаться в зависимости от самого товара и от продающей его организации. Неликвидный товар не обязательно является некачественным, он просто может подходить по всем параметрам лишь ограниченному кругу покупателей.
Неликвидный товар может частично утрачивать товарный вид и потребительские качества, в случае длительного хранения товара может подходить к концу его срок годности, а также на рынке может появиться новая модель данного товара. Рост объёмов неликвидных товаров магазина приводит к уменьшению товарооборачиваемости и в конечном счёте к увеличению затрат на складское хранение. Убытки, связанные с неликвидными товарами могут быть настолько большими, что зачастую предприятие вынуждено продавать их по ценам ниже себестоимости или закупочных цен.
Среди причин образования неликвидных товаров выделяют следующие: 1) резкое снижение спроса; 2) увеличение вариативности спроса; 3) нерациональные закупки; 4) неэффективное управление запасами; 5) ошибки персонала; 6) просчёты в стратегии организации. Для сбыта неликвидных товаров требуется дополнительное привлечение к ним внимания покупателей, например посредством предоставления скидок или акций.